# Cor van Wijgerden
Cornelis „Cor“ A. van Wijgerden (* 23. Mai 1950 bei Obbicht-Papenhoven) ist ein niederländischer Schachspieler, -trainer und -autor.

## Leben
Cor van Wijgerden wurde auf dem Schiff seines Vaters geboren. Er wuchs in Rotterdam auf. Im Alter von 12 Jahren erlernte er von einem Freund das Schachspiel und trat bald darauf einem Schachverein bei. Er erwies sich als talentierter Spieler, konnte sich aber nie für die niederländischen Jugendmeisterschaften qualifizieren, weil er in Rotterdam starke Konkurrenz wie den etwa gleichaltrigen Hans Böhm hatte. 1969 wurde er aber mit seinem Verein Charlois/Europoort niederländischer Mannschaftsmeister und gewann die offene Jugendmeisterschaft von Dänemark. Er absolvierte eine pädagogische Ausbildung und arbeitete dann als Lehrer an einer Grundschule. 1976 qualifizierte er sich erstmals für die Teilnahme an der niederländischen Einzelmeisterschaft, wo er sich mit 4,5 Punkten aus 11 Partien aber nicht im Vorderfeld platzieren konnte. Im gleichen Jahr wurde er Trainer von John van der Wiel, der drei Jahre später Jugendeuropameister wurde. 1978 erhielt van Wijgerden den Titel eines Internationalen Meisters. Von 1979 bis 1984 gab er das Schaakjaarboek heraus, arbeitete an mehreren Turnierbüchern mit und redigierte die Endspiellehrbücher von Max Euwe. Im April 1980 wurde er vom Koninklijke Nederlandse Schaakbond zum Bundestrainer für Jugendliche, Frauen und Breitenschach ernannt. Aufgrund der zunehmenden zeitlichen Belastung durch diese Tätigkeit gab er 1982 seinen Lehrerberuf auf. Beim OHRA-Turnier 1982 verpasste er durch eine Niederlage in der letzten Runde gegen Nigel Short eine Großmeisternorm. Seit Mitte der 1980er Jahre ist van Wijgerden kaum noch als Spieler aktiv. Einen großen Erfolg als Trainer feierte er bei der Schacholympiade 1988, als die von ihm stark verjüngte Frauenauswahl ein Unentschieden gegen das favorisierte Team aus der Sowjetunion erreichen konnte.
Bei der Erarbeitung von Lehrmaterialien für Kinder und Jugendliche arbeitete er ab 1985 mit Rob Brunia zusammen, mit dem er die sogenannte Stappenmethode (Stufenmethode) entwickelte. Sie besteht aus Aufgabenbüchern, die an das jeweilige Spielstärkeniveau des Lernenden angepasst sind, nebst Begleitmaterial für Schachlehrer. Nach dieser Methode, deren Materialien auch in andere Sprachen übersetzt wurden, sind seitdem hunderttausende von Schülern unterrichtet worden. Daneben arbeitete van Wijgerden als Berater für Tasc, einen Hersteller von Schachcomputern. Außerdem war er ab 1989 als Schachtrainer an der Max Euwe Academie in Amsterdam tätig. Zu den Spielern, die als Jugendliche von Cor van Wijgerden trainiert wurden, zählen die Großmeister Jeroen Piket, Loek van Wely, Friso Nijboer, Erwin l’Ami, Jan Smeets, Dimitri Reinderman und Daniël Stellwagen.
Im Dezember 2012 wurde van Wijgerden für seine Verdienste um das niederländische Schach mit dem Max-Euwe-Ring ausgezeichnet.
Cor van Wijgerden wird bei der FIDE als inaktiv geführt, da er seit 1984 keine Elo-gewertete Partie mehr gespielt hat.